# Cujigeneris
Os cujigeneris são um grupo indígena que teria habitado o Sudoeste do estado brasileiro do Amazonas.